# Marina Marković
Marina Marković (in serbo Марина Марковић?; Belgrado, 19 novembre 1991) è una cestista serba.

## Carriera
Con la Serbia ha disputato i Campionati mondiali del 2014.